# Wanda Wyhowska de Andreis
Wanda Wyhowska de Andreis (ur. 10 marca 1906 w Krakowie, zm. 3 maja 2006 w Rzymie) – polska historyk, dziennikarka, i działaczka emigracyjna.

## Życiorys
Dzieciństwo spędziła w Besarabii. W 1924 rozpoczęła studia Wydziale Filozoficznym Uniwersytetu Jagiellońskiego, zakończone doktoratem (12 marca 1932 – „O Dantem w Polsce”). Po studiach wyjechała do Włoch, gdzie pracowała w rzymskiej bibliotece PAU i języka polskiego w Instituto per l’Europa Orientale. W latach 1934–1939 przebywała w Polsce. W 1939 wraz z synami powróciła do Rzymu. W latach 1939–1941 prowadziła lektorat polskiego w rzymskim uniwersytecie La Sapienza. W 1941 wraz z dziećmi przeprowadziła się do Budapesztu (jej mąż został tam korespondentem Agenzia Stefani). Wiosną 1944 została internowana na Węgrzech. Po wojnie wróciła z rodziną do Rzymu, gdzie mieszkała aż do śmierci. Została członkiem i współpracownikiem Polskiego Instytutu Historycznego w Rzymie oraz Polskiego Towarzystwa Naukowego na Obczyźnie. Była stałym współpracownikiem pisma „Antemurale”. Prowadziła pracę naukową jako edytor źródeł historycznych, wydawanych w serii „Elementa ad Fontium Editiones” (Rzym 1960-1992). Była autorką audycji dla Radia Wolna Europa w Monachium i polskojęzycznego dziennika w rozgłośni RAI (1951-1962). Publikowała też w pismach: „Civitas” i „Ragguaglio Politico” (1952-1954).

## Publikacje
- Avviamento allo studio del Polacco, pref. di Enrico Damiani, Roma: Ist. per l’Europa Orientale 1934.
- Elementa ad fontium editiones. 3, Repertorium rerum Polonicarum ex Archivo Orsini in Archivo Capitolino Romae I pars, coll. Wanda Wyhowska de Andreis, Romae: Institutum Historicum Polonicum Romae 1961.
- Elementa ad fontium editiones. 7, Repertorium rerum Polonicarum ex Archivo Orsini in Archivo Capitolino Romae II pars, coll. Wanda Wyhowska de Andreis, ed. curaverunt Valerianus Meysztowicz, Carolina Lanckorońska, Romae: Institutum Historicum Polonicum Romae 1962.
- Elementa ad fontium editiones. 8, Documenta Polonica ex Archivo Generali Hispaniae in Simancas I pars, ed. Valerianus Meysztowicz, ed. curaverunt Carolina Lanckorońska, Wanda Wyhowska de Andreis, Roma: Institutum Historicum Polonicum Romae 1963.
- Elementa ad fontium editiones. 10, Repertorium rerum Polonicarum ex Archivo Orsini in Archivo Capitolino Romae III pars, coll. Wanda Wyhowska de Andreis, Romae: Institutum Historicum Polonicum Romae 1964.
- Elementa ad fontium editiones. 12, Documenta Polonica ex Archivo Generali Hispaniae in Simancas III pars, ed. Valerianus Meysztowicz, ed. curaverunt Carolina Lanckorońska, Wanda Wyhowska de Andreis, Romae: Institutum Historicum Polonicum Romae 1964.
- Elementa ad fontium editiones. 14, Collectanea e rebus Polonicis Archivi Orsini in Archivo Capitolino Romae I pars, ed. Wanda Wyhowska de Andreis, ed. curaverunt Valerianus Meysztowicz, Carolina Lanckorońska, Romae: Institutum Historicum Polonicum Romae 1965.
- Elementa ad fontium editiones. 15, Documenta Polonica ex Archivo Generali Hispaniae in Simancas IV pars, ed. Valerianus Meysztowicz, ed. curaverunt Carolina Lanckorońska, Wanda Wyhowska de Andreis, Romae: Institutum Historicum Polonicum Romae 1966.
- Elementa ad fontium editiones. 16, Documenta Polonica ex Archivo Gnerali Hspaniae in Simancas V pars, ed. Valerianus Meysztowicz, ed. curaverunt Carolina Lanckorońska, Wanda Wyhowska de Andreis, Romae: Institutum Historicum Polonicum Romae 1966.
- Elementa ad fontium editiones. 18, Collectanea e rebus Polonicis Archivi Orsini in Archivo Capitolino Romae II pars, ed. Wanda Wyhowska de Andreis, ed. curaverunt Valerianus Meysztowicz, Carolina Lanckorońska, Romae: Institutum Historicum Polonicum Romae 1968.
- Elementa ad fontium editiones. 19, Documenta Polonica ex Archivo Generali Hispaniae in Simancas VI pars, ed. Valerianus Meysztowicz, ed. curaverunt Carolina Lanckorońska, Wanda Wyhowska de Andreis, Romae: Institutum Historicum Polonicum Romae 1968.
- Elementa ad fontium editiones. 20, Res Polonicae ex Archivo Regni Daniae II pars, ed. Carolina Lanckorońska et Georgius Steen Jensen, ed. curaverunt Valerianus Meysztowicz, Wanda Wyhowska de Andreis, Romae: Institutum Historicum Polonicum Romae 1969.
- Elementa ad fontium editiones. 21, Documenta Polonica ex Archivo Generali Hispaniae in Simancas VII pars, ed. Valerianus Meysztowicz, ed. curaverunt Carolina Lanckorońska, Wanda Wyhowska de Andreis, Romae: Institutum Historicum Polonicum Romae 1970.
- Elementa ad fontium editiones. 22, Documenta Polonica ex Archivo Parmensi I pars, ed. Valerianus Meysztowicz et Wanda Wyhowska de Andreis, ed. curavit Carolina Lanckorońska, Romae: Institutum Historicum Polonicum Romae 1970.
- Elementa ad fontium editiones. 23, A. Documenta Polonica ex Archivo Parmensi II pars. B. Documenta Polonica ex Archivo Capitulari in Brisighella, ed. Valerianus Meysztowicz et Wanda Wyhowska de Andreis, ed. curavit Carolina Lanckorońska, Romae: Institutum Historicum Polonicum Romae 1970.
- Elementa ad fontium editiones. 24, Res Polonicae ex Archivo Regni Daniae III pars, ed. Carolina Lanckorońska et Georgius Steen Jensen, ed. curaverunt Valerianus Meysztowicz, Wanda Wyhowska de Andreis, Romae: Institutum Historicum Polonicum Romae 1971.
- Elementa ad fontium editiones. 25, Res Polonicae ex Archivo Regni Daniae IV pars, ed. Carolina Lanckorońska et Georgius Steen Jensen, ed. curaverunt Valerianus Meysztowicz, Wanda Wyhowska de Andreis, Romae: Institutum Historicum Polonicum Romae 1971.
- Elementa ad fontium editiones. 26, Res Polonicae ex Archivo Mediceo Florentino I pars, ed. Valerianus Meysztowicz et Wanda Wyhowska de Andreis, ed. curavit Carolina Lanckorońska, Romae: Institutum Historicum Polonicum Romae 1972.
- Elementa ad fontium editiones. 27, Res Polonicae ex Archivo Mediceo Florentino II pars, ed. Valerianus Meysztowicz et Wanda Wyhowska de Andreis, ed. curavit Carolina Lanckorońska, Romae: Institutum Historicum Polonicum Romae 1972.
- Elementa ad fontium editiones. 28, Res Polonicae ex Archivo Mediceo Florentino III pars, ed. Valerianus Meysztowicz et Wanda Wyhowska de Andreis, ed. curavit Carolina Lanckorońska, Romae: Institutum Historicum Polonicum Romae 1972.
- Między Dnieprem a Tybrem, Londyn: Polska Fundacja Kulturalna 1981 (wyd. 2 – Warszawa: Krupski i S-ka 1998).
- Elementa ad fontium editiones. 70, Index personarum quae in voluminibus I-XXIX continentur, ed. Wanda de Andreis Wyhowska, adiuvantibus Helena Bianciardi Łukasiewicz, Catharina Cywińska, Romae: Institutum Historicum Polonicum Romae 1987.
- Elementa ad fontium editiones. 71, Index personarum quae in voluminibus XXX-LX continentur, ed. Wanda de Andreis Wyhowska, Carolina Lanckorońska, Lucianus Olech, adiuvantibus Helena Bianciardi Łukasiewicz, Catharina Cywińska, Romae: Institutum Historicum Polonicum Romae 1988.
- Elementa ad fontium editiones. 76, Index personarum quae in voluminibus LXI-LXIX et LXXII-LXXV continentur, ed. Wanda de Andreis Wyhowska et Lucianus Olech, adiuvante Maria Lamberti, Romae: Institutum Historicum Polonicum Romae 1992.